# Deutscher Olympischer Sportbund
Deutscher Olympischer Sportbund (DOSB) är ett sportförbund som grundades 20 maj 2006 genom sammanslagningen av Deutscher Sportbund (DSB) och Nationales Olympisches Komitee für Deutschland (NOK). DOSB är Tysklands olympiska kommitté. Huvudkontoret finns i Frankfurt am Main.